# Drónok harca
A Drónok harca (The Magic Bush) a South Park című amerikai animációs sorozat 252. része (a 18. évad 5. epizódja). Elsőként 2014. október 29-én sugározták az Egyesült Államokban. Magyarországon 2015. március 24-én mutatta be a magyar Comedy Central.
Az epizód témája a drónok használata, az internetre kiszivárgott meztelen képek hírességekről, Michael Brown rendőrök általi lelövése és az azt követő fergusoni tüntetések.

## Cselekmény
|  | Alább a cselekmény részletei következnek! |

Cartman meglátogatja Butterst, és meglepve hallja, hogy az apjának van egy drónja. Ki akarja próbálni, ezért ráveszi Butterst, hogy adja oda neki (és Kennynek), hogy hazavihesse. Röptetés közben elmennek Craig házához, ahol levideózzák, ahogy Craig anyja, Laura vetkőzik, és láthatóvá válik a borotválatlan fanszőrzete. Craig apja, Thomas meglátja a drónt és idegesen rohan Stephen-höz, tudva, hogy South Parkban csak neki van ilyenje. Butters azonban még idejében visszaviszi a készüléket, így úgy tűnik, mintha nem ment volna sehová. Stephen elkezd azon tépelődni, hogy a drón képes lehet magától repülni, de képtelen még csak gondolni is arra, hogy esetleg Butters vehette kölcsön (hiszen neki meg van tiltva, hogy használja). Másnap Cartman, aki pedig egyfolytában arra hivatkozik, hogy mindent titokban kell tartani, feltölti a netre a felvételt. Buttersnek bűntudata támad, és a vécében azt mondja Cartmannek, hogy el kellene mondaniuk az igazat, amit Cartman megtagad. A beszélgetésüknek Kyle is fültanúja lesz.
Másnap a városlakók egy gyűlést hívnak össze, amelyen elhatározzák, hogy meg kell védeni magukat a drónokról. Habár mindenki azt állítja, hogy nem látta az ominózus videót, kiderül az elszólásaikból, hogy mégis, és ezután Laurának kell megvédenie magát, hogy a borotválatlan fanszőrzet természetes, és nincs mit szégyellni rajta. Az emberek úgy döntenek, hogy polgárőrséget szerveznek, amelyet drónokkal tartanak fenn. Kyle kérdőre vonja Cartmant és Kennyt, Cartman azonban azzal vág vissza, hogy Kyle kémkedett utánuk. Ezalatt Stephen visszaviszi a boltba a drónt, mert továbbra is az a meggyőződése, hogy magától repül, és továbbra sem fogadja el a lehetőségét annak, hogy a fiának köze lehet ehhez.
Thomas és Laura a rendőrségre mennek, azt követelve, hogy tiltsák be a drónokat. Cartman elmondja Buttersnek, hogy amióta a hírességek pucér képei is kiszivárogtak az Internetre, azóta senkinek nincsenek biztonságban az intim testrészei. Miközben Randy a drónjával járőrözik, megles valakit szeretkezés közben. Egy rendőr-drón tettenéri, majd le is lövi. A hírekbe ez már úgy kerül be, hogy a rendőrség lelőtt egy fegyvertelen civil drónt, ami ráadásul fekete is volt. A dróntulajdonosok gyertyafényes virrasztást tartanak (drónokkal), amit a rendőrség (drónjai) szétvernek. Lázadások törnek ki, és a Nemzeti Gárda drónjai is megjelennek. Stephen elmegy Randyhez és megpróbálja meggyőzni őt arról, hogy minden drón magától repül.
A 20/20 című tévéműsorban meginterjúvolják Thomast és Laurát. Az adást megszakítja Stephen, aki előadja, hogy a drónja magától repült, magától készült el a videó, ami valahogy felkerült az internetre, és bár mindenkinek azt mondják, hogy ne nézze meg, és mindenki azt is állítja, hogy nem látta, mégis 300 milliós megtekintése van. Butters elmegy Cartmanhez és kéri, hogy adják fel magukat, de Cartmannek jobb ötlete támad. Ismét kölcsönveszik Stephen drónját, amihez egy felfújható, hatalmas fanszőrrel rendelkező szexbábut erősítenek. A drónok nem tudnak ellenállni neki, követni kezdik, egyenesen a város határán kívülre. Az epizód végén egy gálát rendeznek Laura tiszteletére, akiről úgy tartják, hogy megszabadította a várost a drónoktól, és tovább folytatják a fanszőrén történő élcelődést. Butters szerint Laura nem igazán boldog emiatt - Cartman közli, hogy neki van egy ötlete, hogy lehetne az, mire Butters inkább kényszeredetten mond köszönetet Cartmannek a helyzet megoldásáért, csak ne csináljon semmit.

## Készítése
Az epizód kommentárja szerint az ötletet saját élményeik adták. Trey Parker vett magának egy drónt, amit ki is próbált, és bár egész jónak találta, elhatározta, hogy visszarakja a dobozába és többé nem használja. Miután megmutatta a felvételt Matt Stone-nak, elcsodálkoztak, hogy mennyi mindent lehet ezekkel látni, és hogy mi mindent lehet csinálni a felvételekkel.
Egy másik inspiráció az volt, amikor Parker Bill Haderrel ült egy kávézóban, és furcsa zümmögő hangot hallottak. Ekkor láttak először drónt reptetni az utcában, és ez nagyon meghatározó élmény volt számukra. Úgy érezték, hogy ez a jövő, habár egyáltalán nem jó jövő. Ezenkívül megdöbbentek azon is, hogy a drónok használatát lényegében semmilyen jogszabály nem rendezte, annak ellenére sem, hogy hirtelen nagyon népszerűek lettek (amin Stone meg is lepődött, mert ő borzalmasan unalmasnak tartja a drónozást).
A DVD-kommentárban azt is elmondták, hogy az epizód végi dal kb. 20-30 perc hosszú volt eredetileg, amit nagyjából egypercesre vágtak meg.

## Fordítás
Ez a szócikk részben vagy egészben  a   The Magic Bush című angol Wikipédia-szócikk ezen változatának fordításán alapul.  Az eredeti cikk szerkesztőit annak laptörténete sorolja fel. Ez a jelzés csupán a megfogalmazás eredetét és a szerzői jogokat jelzi, nem szolgál a cikkben szereplő információk forrásmegjelöléseként.
1. ↑   (2023. november 22.) „The Magic Bush” (angol nyelven). Wikipedia.